# Fosfatidilserina
Fosfatidilserina (abreviado DPT-L-Ser  o PS) es un  fosfolípido que usualmente se mantiene en la monocapa lipídica interior de las membranas celulares (en el lado citosólico) gracias a una enzima llamada flipasa. Cuando una célula sufre apoptosis, la flipasa deja de actuar y la presencia de la fosfatidilserina ya no se limita a la hemicapa interna (parte citosólica) de la membrana plasmática, sino que también, por desplazamientos espontáneos de flip-flop, queda expuesta en la superficie de la hemicapa externa de la membrana plasmática que envuelve los cuerpos apoptóticos. 
Esta exposición de la fosfatidilserina parece ser importante para el reconocimiento de los cuerpos apoptóticos por parte de las células fagocíticas del sistema inmunitario (macrófagos) y su ulterior retirada de los mismos por parte de éstas. Es interesante recordar que la apoptosis no suscita una respuesta inflamatoria, al contrario que la necrosis; por lo que deben de existir mecanismos de reconocimiento celulares por parte de los macrófagos para detectar dichos cuerpos y fagocitarlos sin la activación del inflamasoma.

## Beneficios para la salud

### Memoria y cognición
En los primeros estudios de la fosfatidilserina, ésta se obtuvo a partir de la destilación del cerebro bovino; pero se dejó de extraer debido a la preocupación por la encefalopatía espongiforme bovina. Actualmente los estudios modernos y los productos comercializados se basan en la fosfatidilserina de la soja. Los ácidos grasos unidos a la serina en la soja son diferentes a los que hay en el producto bovino. Sin embargo, estudios preliminares indican que el producto de soja es al menos tan eficaz como el de origen bovino para tratar el deterioro cognitivo.
Diversos estudios sugieren la utilidad de la fosfatidilserina en la potenciación de la memoria, en el deterioro de la misma asociada al envejecimiento, y al estrés.
El 13 de mayo de 2003, la agencia americana Food and Drug Administration (FDA) declaró que, «basándose en su evaluación de la totalidad de la evidencia científica disponible al público, la agencia concluye que no hay un acuerdo científico significativo entre expertos cualificados de que exista una relación entre la fosfatidilserina y la reducción del riesgo de la demencia o deterioro cognitivo». No obstante, la FDA dio a la fosfatidilserina una categoría de “se cree promociona una buena salud”, afirmando que «el consumo de fosfatidilserina puede reducir el riesgo de demencia y de disfunción cognitiva en los ancianos. Aunque concluye aún que hay poca evidencia científica que apoye esta afirmación».

### Nutrición deportiva
Se ha demostrado que la fosfatidilserina acelera la recuperación, previene el dolor muscular, mejora el bienestar y puede poseer propiedades ergogénicas en ciclistas, levantadores de pesas y corredores de fondo. Se ha informado de que la fosfatidilserina de la soja, en forma de dosis dependientes (400 mg), es un complemento eficaz para combatir el estrés inducido por el ejercicio al disminuir los altos niveles de cortisol. El suplemento de fosfatidilserina promueve un equilibrio hormonal deseable para atletas y podría disminuir el deterioro fisiológico que acompaña el sobreentrenamiento y/o el sobreestiramiento. En estudios recientes, se ha demostrado que la fosfatidilserina mejora el estado de ánimo en un grupo de jóvenes con tensión nerviosa y la precisión que tiene de salida mediante el aumento de la tensión de la resistencia de los golfistas.

### Trastorno por déficit de atención con hiperactividad
Los primeros estudios piloto indican que el suplemento de fosfatidilserina podría ser beneficioso para los niños que padecen del trastorno por déficit de atención con hiperactividad.

## Seguridad
Tradicionalmente, los suplementos de fosfatidilserina fueron derivados del córtex bovino, sin embargo, debido a la posible transferencia de enfermedades infecciosas, la fosfatidilserina derivada de la soja se ha establecido como una alternativa segura. La fosfatidilserina derivada de la soja es un suplemento nutricional para las personas mayores si se toman hasta una dosis de 200 mg tres veces al día.  Se ha demostrado que la fosfatidilserina reduce la respuesta inmune específica en los ratones.